# Мариам (дочь Баграта IV)
Мариам (груз. მარიამი) — дочь грузинского царя Баграта IV, правившего в 1027—1072 годах, от его аланской супруги Борены. Возможно, она была второй женой византийского чиновника Феодора Гавраса.
Мариам упоминается в грузинских летописях лишь однажды, когда она присутствовала у смертного одра своего отца Баграта IV в ноябре 1072 года. Имя Мариам (Мария) носила также другая дочь Баграта, родившаяся в Грузии под именем Марфы и ставшая впоследствии византийской императрицей.
Историк К. Туманов, изучавший средневековые кавказские генеалогии, отождествлял Мариам с анонимной «аланской» женщиной «очень знатного происхождения», известной по «Алексиаде» Анны Комниной, которая вышла замуж, в качестве его второй жены, за византийского дворянина Феодора Гавраса, дукса Трапезунда в 1091 году. Эта женщина была двоюродной сестрой Эйрины, ещё одной невесты из Грузии при византийском дворе, которая вышла замуж за севастократора Исаака Комнина, брата императора Алексея I Комнина. Эйрена была матерью невесты Григория Гавраса, сына Феодора от первого брака. Таким образом, помолвка Григория с царевной из династии Комнинов была тихо расторгнута, так как они теперь считались близкими родственниками, а по светским и церковным законам такие браки были запрещены. Алексий, однако, был обеспокоен реакцией Феодора, поэтому он держал Григория при дворе в качестве заложника, чтобы обеспечить дальнейшее хорошее поведение Феодора, успокаивая его к утверждению, что он собирается женить Григория на одной из своих собственных дочерей. Попытка Феодора похитить своего сына привела Гаврасов к конфликту с Константинополем. Больше никаких подробностей о жене Феодора не известно.